# Alan Walters
Pour les articles homonymes, voir Walters.
Alan Arthur Walters (17 juin 1926 - 3 janvier 2009) est un économiste britannique, connu pour son rôle de conseiller économique en chef de la Première ministre  Margaret Thatcher de 1981 à 1983 et en 1989 après son retour d'Amérique.

## Biographie
Il est hostile à l'intégration du Royaume-Uni dans l'Union européenne et au remplacement de la livre sterling par une monnaie unique.
Aux élections générales de 1997, il est l'un des candidats du Referendum Party (en) de Jimmy Goldsmith.

## Prises de position
Alan Walters était un monétariste affirmé. Son apport le plus important à la science économique est la critique de Walters, selon laquelle les différentiels de taux d'intérêt et d'inflation entre les pays d'une même zone monétaire nuit nécessairement, sur le long terme, à la croissance des pays dont l'inflation est la plus différente de celle de la moyenne de la zone.